# Walpole (rivier)
De Walpole is een rivier in de regio Great Southern in West-Australië.

## Geschiedenis
Ten tijde van de Europese kolonisatie leefden de Minang Nyungah Aborigines in het gebied.
Kapitein Thomas Bannister ontdekte de rivier in 1831. James Stirling vernoemde de rivier naar kapitein W. Walpole met wie hij in 1809 op de HMS Warspite had gediend.

## Geografie
De Walpole ontspringt op de grens van 'Gladstone State Forrest' en 'West Frankland State Forrest'. De rivier stroomt vervolgens 15 kilometer in zuidelijke richting om nabij het plaatsje Walpole in de Walpole-inham uit te monden. De Walpole-inham staat in verbinding met de Nornalup-inham die in de Indische Oceaan uitmondt. De laatste kilometer van de rivier ondervindt invloed van het getijde.
Op 8 mei 2009 werden de Walpole en Nornalup-inhammen en de rivieren Walpole, Deep en Frankland - tot waar ze onderhevig zijn aan het getijde - ondergebracht in het 'Walpole and Nornalup Inlets Marine Park'. Het marinepark wordt bijna volledig begrensd door de Indische Oceaan en het nationaal park Walpole-Nornalup.